# Ерпель
Ерпель (нім. Erpel) — громада в Німеччині, розташована в землі Рейнланд-Пфальц. Входить до складу району Нойвід. Складова частина об'єднання громад Ункель.
Площа — 9,21 км2. Населення становить 2542 ос. (станом на 31 грудня 2020).